# Lucas Nogueira
Lucas Riva Amarante Nogueira (Río de Janeiro, 26 de julio de 1992) es un jugador de baloncesto brasileño que se encuentra sin equipo. Con 2,13 metros de estatura, su puesto natural en la cancha es el de pívot.

## Trayectoria deportiva

### Formación
Formado en las categorías inferiores del Club Central (Río de Janeiro, Brasil), en el año 2008 recala en las categorías inferiores del CB Estudiantes.

### Profesional

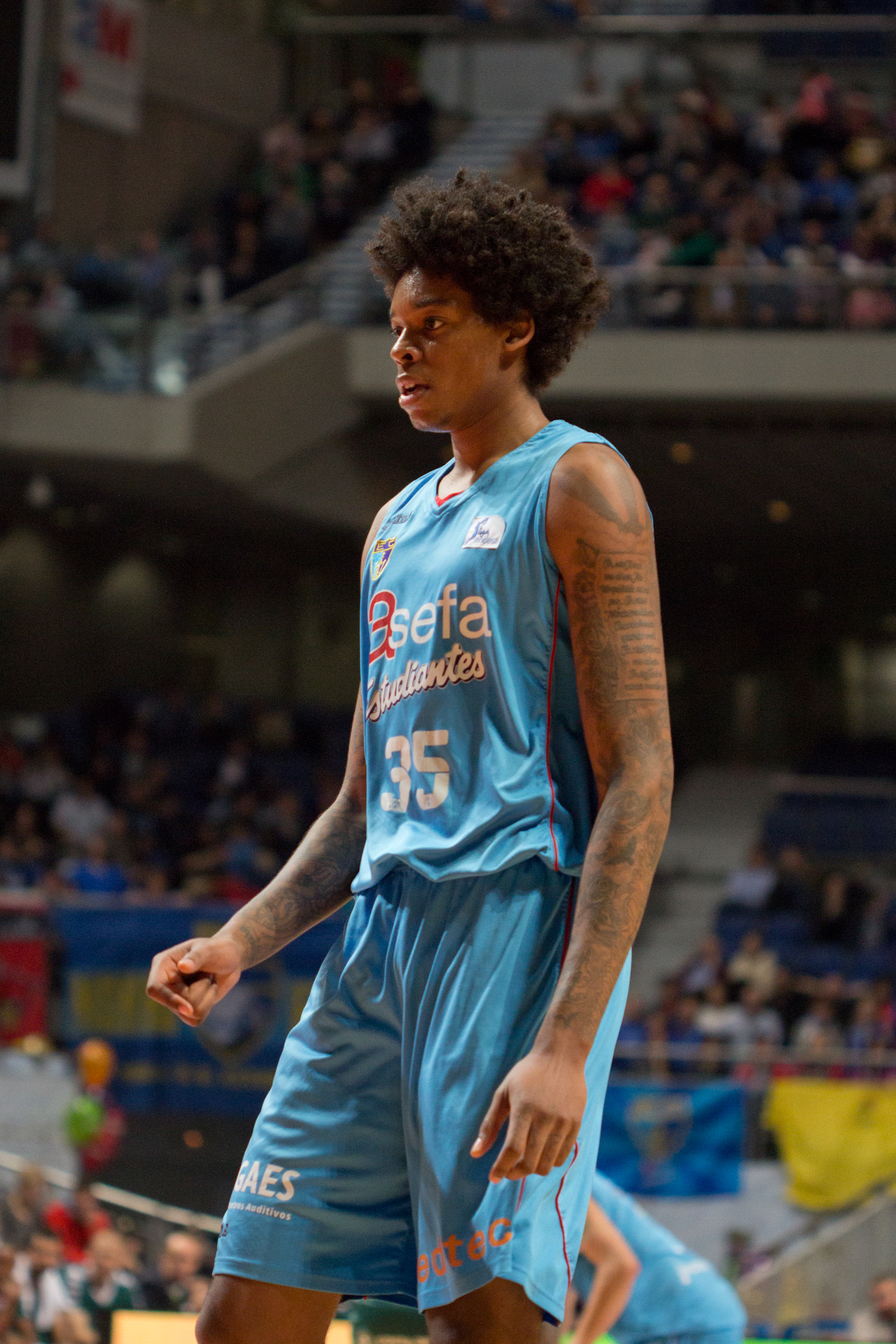
Nogueira con Estudiantes en 2013.

En la temporada 2011-12 debuta en la Liga ACB, jugando las dos siguientes temporadas en la primera plantilla del CB Estudiantes, donde promedia 5,5 puntos y 3,5 rebotes en los 56 partidos que disputa. Fue elegido en la decimosexta posición del Draft de la NBA de 2013 por los Boston Celtics, siendo luego traspasados sus derechos a los Atlanta Hawks y luego a los Toronto Raptors, equipo en el que debuta en la NBA.
El pívot formaría parte durante tres temporadas de los Toronto Raptors, desde 2014 hasta 2017, con experiencias en la G-League, Fort Wayne Mad Ants y Raptors 905. En la NBA tuvo unos promedios globales de 3.7 puntos y 3.4 rebotes.
Después de 4 años en la NBA vuelve a la Liga ACB de la mano del Baloncesto Fuenlabrada. Nogueira aportó al inicio de la temporada 18/19 unas medias de 3.0 puntos y 1.7 rebotes en solo cuatro partidos disputados con el Baloncesto Fuenlabrada.
En febrero de 2020, el pívot brasileño vuelve a las pistas tras algo más de un año fuera de ellos, tras llegar a un acuerdo con el Al-Muharraq de la Premier League de Baloncesto de Baréin por lo que resta de temporada.
En octubre de 2020, se unió a la Associação de Basquete Cearense de la Novo Basquete Brasil. Sin embargo, el 3 de febrero de 2021, Nogueira anuncia, a través de sus redes sociales, su retirada del baloncesto profesional.
El 21 de agosto de 2021, pese haber anunciado su retirada como jugador, decide dar marcha atrás y firmar por el São Paulo Basquete de la Novo Basquete Brasil.
En junio de 2022, firma por los Guelph Nighthawks de la Canadian Elite Basketball League.

### Selección nacional
Nogueira integró los seleccionados juveniles de baloncesto de Brasil, participando del Campeonato Sudamericano de Baloncesto Sub-17 de 2009 en el que consiguieron el bronce, el Campeonato FIBA Américas Sub-18 de 2010 ganando la plata y por último en el Campeonato Mundial de Baloncesto Sub-19 de 2011.

## Estadísticas de su carrera en la NBA

### Temporada regular
| Año     | Equipo  | PJ  | PT | MPP  | %TC  | %3P  | %TL  | RPP | APP | ROB | TPP | PPP |
| ------- | ------- | --- | -- | ---- | ---- | ---- | ---- | --- | --- | --- | --- | --- |
| 2014-15 | Toronto | 6   | 0  | 3.8  | .250 | -    | .500 | 1.8 | .2  | .3  | .0  | 1.0 |
| 2015-16 | Toronto | 29  | 1  | 7.8  | .636 | .333 | .533 | 1.6 | .2  | .4  | .4  | 2.2 |
| 2016-17 | Toronto | 57  | 6  | 19.1 | .660 | .250 | .657 | 4.3 | .7  | .9  | 1.6 | 4.4 |
| 2017-18 | Toronto | 49  | 3  | 8.5  | .613 | .263 | .679 | 1.8 | .4  | .5  | .9  | 2.5 |
| Total   | Total   | 141 | 10 | 12.4 | .632 | .265 | .640 | 2.8 | .5  | .6  | 1.0 | 3.2 |

### Playoffs
| Año   | Equipo  | PJ | PT | MPP | %TC  | %3P | %TL  | RPP | APP | ROB | TPP | PPP |
| ----- | ------- | -- | -- | --- | ---- | --- | ---- | --- | --- | --- | --- | --- |
| 2016  | Toronto | 5  | 0  | 5.8 | .750 | -   | -    | 1.6 | .0  | .0  | .0  | 1.2 |
| 2017  | Toronto | 3  | 0  | 2.3 | .500 | -   | .500 | 1.7 | .0  | .0  | .0  | 1.0 |
| 2018  | Toronto | 5  | 0  | 4.8 | .000 | -   | .500 | .2  | .2  | .0  | .0  | .2  |
| Total | Total   | 13 | 0  | 4.6 | .571 | -   | .500 | 1.1 | .1  | .0  | .0  | .8  |

## Vida personal
El 26 de junio de 2016 se casó con Caroline Kuczynski, pero se separaron el 20 de septiembre de ese mismo año. Más tarde, ese mismo año, nacería su hija Stella. Firmaron el divorcio el 17 de abril de 2018.